# Podospongiidae
Los podospóngidos (Podospongiidae) son una familia de esponjas marinas del orden Poecilosclerida, con cinco géneros.

## Géneros
- Diacarnus Burton, 1934.
- Negombata de Laubenfels, 1936.
- Podospongia du Bocage, 1869.
- Sceptrintus Topsent, 1898.
- Sigmosceptrella Dendy, 1922.